# Baszewice
Baszewice [baʂɛˈvit͡sɛ], (tiếng Đức: Batzwitz) là một ngôi làng thuộc khu hành chính của Gmina Gryfice, thuộc quận Gryfice, West Pomeranian Voivodeship, ở phía tây bắc Ba Lan. Nó nằm khoảng 6 kilômét (4 mi) phía nam Gryfice và 64 km (40 mi) về phía đông bắc của thủ đô khu vực Szczecin.

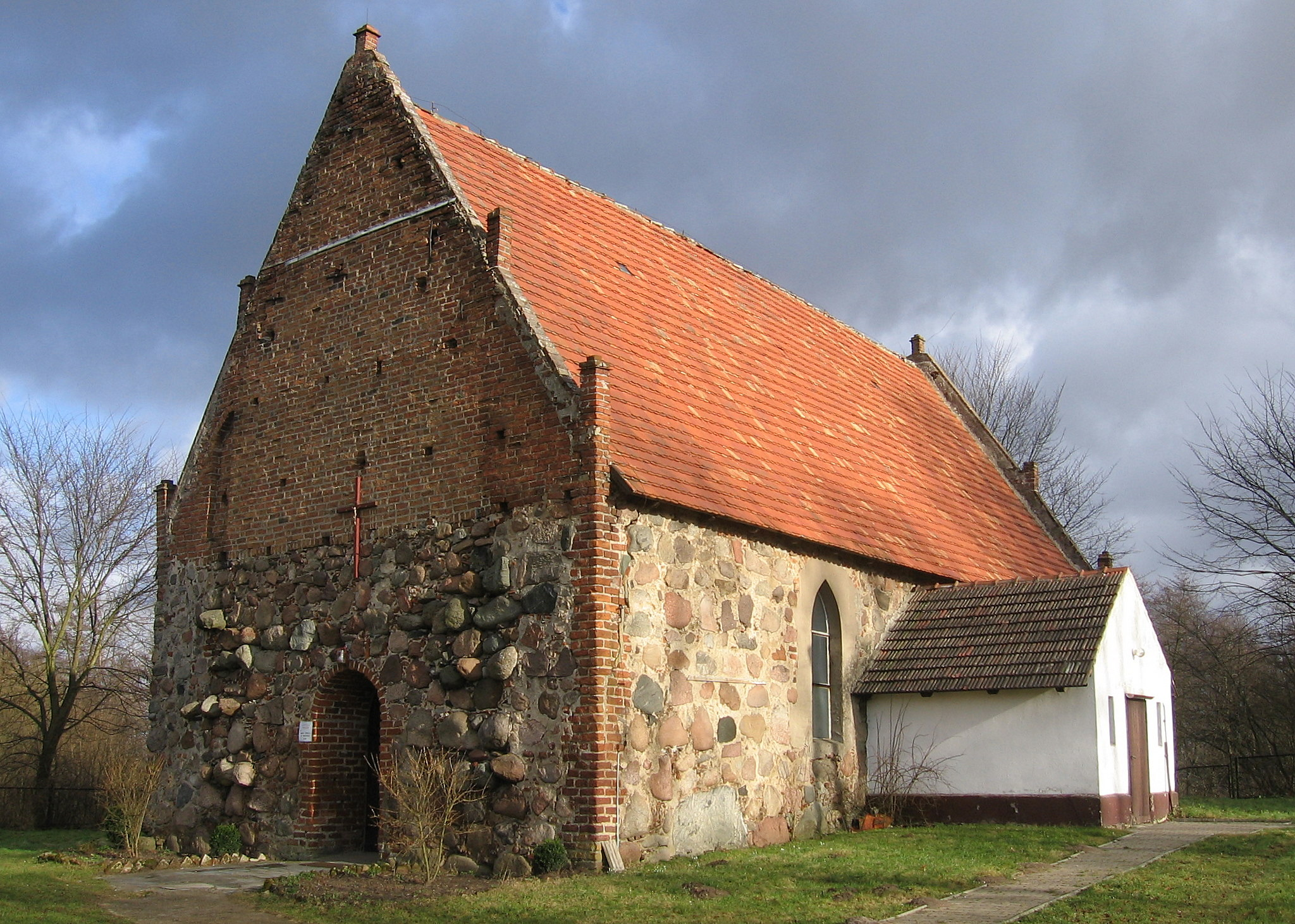
Nhà thờ thánh Mary Mân côi

Ngôi làng có dân số 284 người. 